# ピエール・ル・ロワ

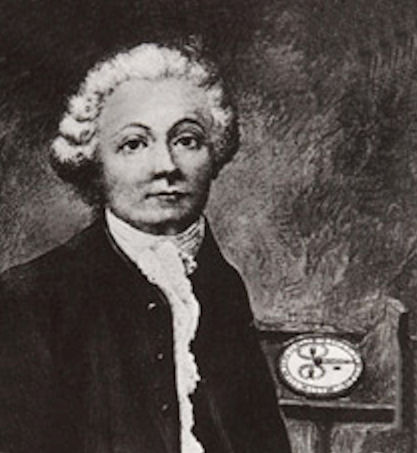
ピエール・ル・ロワ

ピエール・ル・ロワ（Pierre Le Roy、1717年 - 1785年）は、フランスの時計技師である。
デテント式脱進機を発明し、これ以降船舶の位置把握方法がLORANに置換されるまでデテント式脱進機を備えることがクロノメーターと呼ばれるための条件となった。ル・ロワの製作したマリン・クロノメーターと、現代にも製作されているマリン・クロノメーターとの違いは1ヶ所だけである。
彼が創業したルロワは現在も腕時計製造メーカーとして操業中である（2015年現在、日本には未進出）。

## 略歴
- 1717年 - パリで生まれる。
- 1750年 - デュプレックス脱進機を発明した[1][2]。
- 1759年 - デュプレックス脱進機を改良した[3]
- 1760年 - デュプレックス脱進機を改良[4]、1790年頃から1860年頃にかけてイギリスで広く使われた[2]。
- 1765年 - 水銀とアルコールで温度補正したマリン・クロノメーター「モント・マリーヌ」製作[5]。デテント式脱進機の原理を考えついた[1]。
- 1766年 - デテント式脱進機を発明し、マリン・クロノメーターの製作を始めた[6]。
- 1767年 - マリン・クロノメーターを完成、性能は良好であった。フランス科学院はルロワのクロノメーターに賞金を出した[6]。
- 1770年 - ひげゼンマイの形状補正により等時性が向上することを実験で証明した[7]。
- 1784年 - 自分の名を商号とした時計メーカールロワ（Le Roy ）を立ち上げた[8]。
- 1785年 - ヴィトリーで死去した[9]。
- 1897年 - 時計メーカールロワがアントニオ・アウグスト・カルバリヨ・モンテイロ（António Augusto Carvalho Monteiro ）から「世界一複雑な時計」を受注し「ルロワ・01」を製作した[10]。
- 1900年 - カルバリヨ・モンテイロがパリ万国博覧会に「ルロワ・01」を出品しグランプリを得、20,000フランで売却された[11]。